# Paul L'Anglais
Paul L'Anglais est un producteur de cinéma et de télévision canadien, né à Québec le 22 octobre 1907 et mort à Montréal, 23 mai 1982. Il fut le cofondateur de Télé-Métropole.

## Biographie
Paul L'Anglais, avocat de formation, entre en 1932 dans le monde de la radio à titre de producteur et de réalisateur et y œuvre pendant plus de 2 décennies. 
Il se concentre au départ dans le feuilleton radiophonique, le radiothéâtre et les variétés, où il devient producteur. Il compte à son actif quelque 300 émissions. Il participe entre autres à l'émission de radio Les Joyeux Troubadours.
Après la guerre, il fonde Québec Productions, bâtit des studios et tente l'aventure du cinéma. Sa première production est un film tourné en deux versions, Whispering City et La Forteresse, avec le réalisateur Fedor Ozep, en 1947. 
Il ne réussit pas à rejoindre le marché international qu'il visait et se réoriente vers le marché local. 
Il adapte au cinéma le roman de Claude-Henri Grignon, et devient producteur du film Un homme et son péché, réalisé par Paul Gury en 1949. 
À la même période (en 1949), il produit au cinéma, Le Curé de village, adapté du feuilleton radiophonique du même nom, de Robert Choquette. Ce dernier film sera réalisé aussi par Paul Gury. 
Il est aussi agent d'artiste et prend sous son aile, en 1949, Rolande Désormeaux et Robert L'Herbier. 
Il rêvait depuis longtemps de produire pour la télévision et lorsque celle-ci fait son apparition en 1952, il fonde une maison de production. En 1959, il s'associe avec Joseph-Alexandre DeSève pour fonder Télé-Métropole (1961) où il poursuivra le reste de sa carrière. Paul L'Anglais aura été le premier grand producteur du cinéma québécois et un grand du monde des communications.
Le fonds d'archives de Paul L'Anglais est conservé au centre d'archives de Montréal de Bibliothèque et Archives nationales du Québec.

## Filmographie (production)
- 1947 : Whispering City
- 1947 : La Forteresse
- 1949 : Un homme et son péché
- 1949 : Le Curé de village
- 1950 : Séraphin (une suite du film Un homme et son péché de 1949)
- 1950 : L'Inconnue de Montréal

## Récompense
- 1971 - Officier de l'Ordre du Canada